# Галина, Жорж
Пьер Жорж Галина (фр. Pierre Georges Galinat; 22 мая 1904, Combronde — 14 мая 1976) — французский боксёр. Участник летних Олимпийских игр 1924 года.

## Биография
Жорж Галина родился 22 мая 1904 года во французской коммуне Комбронд.
С начала 1920-х годов вместе с братом Полем выступал в боксёрских соревнованиях за спортивную ассоциацию «Мишлен» из Клермон-Феррана. Также представлял «Рьомуа» из Рьома. В 1922—1925 годах был чемпионом Оверни в тяжёлом весе.
В 1924 году вошёл в состав сборной Франции на летних Олимпийских играх в Париже. В весовой категории до 79,4 кг в 1/8 финала решением судей проиграл Эду Грейтхаусу из США.
Впоследствии был известным в Рьоме архитектором. Спроектировал множество частных домов в Рьоме и Шатель-Гийоне. Виллы, построенные по его проектам, считаются популярными даже в XXI веке, их называют «галинеттами».
Умер 14 мая 1976 года в Рьоме.